# Kaali
Kaali è un villaggio presso Pihtla nella Contea di Saaremaa nell'ovest dell'Estonia, a circa 20 km da Kuressaare capoluogo dell'isola Saaremaa. Valjala, a nord-est, è la città più vicina.
Il villaggio è il sito dei crateri di Kaali, in realtà una serie di crateri formata dall'impatto di un meteorite più di 4 000 anni fa. Il cratere principale è diventato ben noto ed è ora una popolare destinazione turistica. Vi si trova un museo, una caffetteria, negozi, hotel, e i crateri hanno contribuito a creare il turismo che oggi costituisce una delle maggiori fonti di reddito nell'economia di Kaali. Al villaggio è dedicato un asteroide, 4227 Kaali.